# Ileana D’Cruz

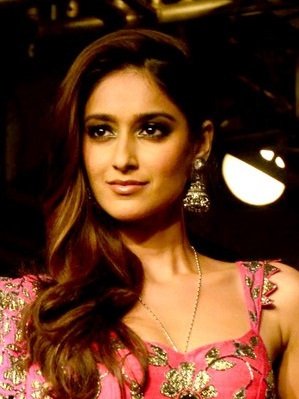
Ileana D’Cruz auf der Lakme Fashion Week, 2014

Ileana D’Cruz (* 1. November 1987 in Mumbai) ist eine indische Schauspielerin, die meist in Telugu- und Hindi-Filmen auftritt.

## Leben
D’Cruz verbrachte einen Teil ihrer Kindheit in Goa. Sie ist das zweite von vier Kindern von Ronaldo und Samira D’Cruz. Ein Manager des Hotels, in dem Ileanas Mutter arbeitete, schlug vor, dass Ileana modeln solle, da sie ein schönes Gesicht habe. Im Laufe von Fotoaufnahmen lernte sie den Regisseur Rakesh Roshan kennen, der ihr den Weg in die Filmbranche ermöglichte.
Sie debütierte im Jahr 2006 in dem Telugu-Film Devdasu, für den sie vorher Schauspielunterricht nahm. Ihre Darbietung brachte ihr bei den Filmfare Awards South den Preis für die beste Debütantin ein. Im selben Jahr debütierte sie in der tamilischen Filmindustrie in Jyothi Krishnas Kedi. 2008 erschien sie in Trivikram Srinivas’ Jalsa, für welches sie die erste Wahl für die Rolle der Bhagyamathi war. In der Liebeskomödie Barfi!, einem Film mit Ranbir Kapoor und Priyanka Chopra, spielte sie die Hauptrolle der Shruti Ghosh und gewann dafür bei den nordindischen Filmfare Awards den Preis für das beste weibliche Debüt. Des Weiteren spielte sie 2014 in dem Film Liebeschaos (Main Tera Hero) an der Seite von Varun Dhawan und Nargis Fakhri. Im selben Jahr war sie mit Saif Ali Khan als Schriftstellerin in Happy Ending zu sehen.

## Filmografie
- 2006: Devadasu
- 2006: Pokiri
- 2006: Kedi
- 2006: Khatarnak
- 2006: Rakhi
- 2007: Munna
- 2007: Aata
- 2008: Jalsa
- 2008: Bhale Dongalu
- 2009: Kick
- 2009: Rechipo
- 2009: Saleem
- 2010: Huduga Hudugi
- 2011: Shakti
- 2011: Nenu Naa Rakshasi
- 2012: Nanban
- 2012: Julai
- 2012: Devudu Chesina Manushulu
- 2012: Barfi!
- 2013: Phata
- 2014: Liebeschaos (Main Tera Hero)
- 2014: Happy Ending
- 2016: Rustom
- 2017: Mubarakan
- 2017: Baadshaho